# ديانا باكوسي
ديانا باكوسي (من مواليد 13 يوليو 1983) هي لاعبة رماية إيطالية. بدأت رياضة الرماية في سن الرابعة عشرة. مثلت بلدها في رماية سكيت للسيدات في دورة الألعاب الأولمبية الصيفية 2016 حيث فازت بالميدالية الذهبية، وفي دورة الألعاب الأولمبية الصيفية 2020 حيث فازت بالميدالية الفضية.

## الجوائز والتكريمات=
- الميدالية البرونزية للاستحقاق الرياضي - 2007
- رامي القرص الذهبي - 2008
- النجمة الذهبية للشجاعة الرياضية - 2011.